# Anna Aldrin-Borgqvist
Anna Aldrin-Borgqvist, född 11 juni 1992 i Växjö, är en svensk tidigare ishockeyforward och sedan 2025 assisterande tränare för Leksands IF.
Borgqvists moderklubb är Växjö Lakers. På juniornivå har hon ett VM-brons från 2009 medan hon på seniornivå har spelat 79 landskamper för Damkronorna.

## Meriter
- Junior-VM 2008: 4:a
- Junior-VM 2009: 3:a
- VM 2011: 5:a, Zürich, Schweiz
- VM 2013: 7:a, Ottawa, Kanada
- OS i Sotji 2014: 4:a
- VM 2015: 5:a, Malmö, Sverige

## Klubbar

### Spelare
- Växjö Lakers, -2008
- Leksands IF, 2008-2011
- Brynäs IF, 2011-2018
- Leksands IF, 2018-2019
- HV71, 2019-2021

### Tränare
- AIK, 2021-2023
- Leksands IF, 2023-